# Gaten Matarazzo
Gaten John Matarazzo, född 8 september 2002 i New London, Connecticut (men uppväxt i Little Egg Harbor Township i Ocean County, New Jersey), är en amerikansk skådespelare. Han inledde sin karriär på Broadway-scenen i rollen som Benjamin i Priscilla, Queen of the Desert och som Gavroche i Les Misérables. Han spelar sedan 2016 rollen som Dustin Henderson i Netflix-serien Stranger Things.

## Bakgrund och familj[1]
Matarazzo är son till Heather och Gaten Matarazzo Sr. Han har två syskon vid namn Sabrina och Carmen, som båda har varit med i en del reklamfilmer. Matarazzo har cleidokranial dysplasi (CCD) som är en sällsynt skelettdysplasi. Han delar detta drag med sin karaktär i Stranger Things.

## Filmografi
| År    | Titel           | Roll             | Anmärkningar                           |
| ----- | --------------- | ---------------- | -------------------------------------- |
| 2015  | The Blacklist   | Finn             | Avsnitt: "The Kenyon Family (No. 71)"  |
| 2016– | Stranger Things | Dustin Henderson | Huvudroll                              |
| 2017  | Ridiculousness  | Himself          | Avsnitt: "Scarediculousness"           |
| 2017  | Lip Sync Battle | Himself          | Avsnitt: "The Cast of Stranger Things" |

### Musikvideor
| År   | Titel                                       | Artist                                  |
| ---- | ------------------------------------------- | --------------------------------------- |
| 2017 | "Swish Swish"                               | Katy Perry (feat. Nicki Minaj)          |
| 2017 | "Lost Boys Life"                            | "Computer Games" (Darren & Chuck Criss) |
| 2017 | "Jimmy Fallon's Golden Globes 2017 Opening" | Jimmy Fallon                            |

## Teater
| År   | Titlel                         | Roll                     | Plats                        |
| ---- | ------------------------------ | ------------------------ | ---------------------------- |
| 2011 | Priscilla, Queen of the Desert | Benjamin                 | Palace Theatre, Broadway     |
| 2014 | Les Misérables                 | Gavroche / Petit Gervais | Imperial Theatre, Broadway   |
| 2018 | Cinderella                     | Jean-Michael             | Pinelands Regional Thespians |
| 2019 | Into the Woods                 | Jack                     | Hollywood Bowl, Los Angeles  |

## Utmärkelser och nomineringar
| År   | Utmärkelse                 | Katergori                                                                                 | Nominerat Arbete | Resultat  | Ref.  |
| ---- | -------------------------- | ----------------------------------------------------------------------------------------- | ---------------- | --------- | ----- |
| 2017 | Young Artist Awards        | Bästa prestanda i en digital-TV-serie eller film - Tonåringsskådespelare                  | Stranger Things  | Nominerad | [ 4 ] |
| 2017 | Screen Actors Guild Awards | Enastående framförande i helhet i en dramaserie                                           | Stranger Things  | Vann      | [ 5 ] |
| 2017 | Shorty Awards              | Bästa skådespelare                                                                        | Stranger Things  | Vann      | [ 6 ] |
| 2018 | Screen Actors Guild Awards | Enastående framförande i helhet i en dramaserie                                           | Stranger Things  | Nominerad | [ 7 ] |
| 2018 | MTV Movie & TV Awards      | Bästa On-Screen Teamet (med Finn Wolfhard, Caleb McLaughlin, Noah Schnapp och Sadie Sink) | Stranger Things  | Nominerad | [ 8 ] |
| 2019 | Teen Choice Awards         | Choice Sommar TV Skådespelare                                                             | Stranger Things  | Nominerad | [ 9 ] |